# Александрова, Марина Андреевна
Мари́на Андре́евна Алекса́ндрова (настоящая фамилия — Пупе́нина; род. 29 августа 1982, Кишкунмайша, Бач-Кишкун, ВНР) — российская актриса театра, кино, телевидения, озвучивания и дубляжа, телеведущая.

## Биография
Родилась 29 августа 1982 года в семье советского офицера в венгерском городе Кишкунмайша. Отец — Андрей Витальевич Пупенин, полковник артиллерии. Мать — Ирина Анатольевна, до 2008 года работала методистом отдела аспирантуры РГПУ имени Герцена.
В 1986 году семья переехала на Байкал, потом в Тулу, а затем осела в Ленинграде (1987), где жила в «Екатерининских полках» — полковых казармах, переоборудованных в коммунальные квартиры на 13 семей. Марина окончила среднюю школу № 308 (с математическим уклоном) и музыкальную школу (по классу арфы). В 1996 году начала заниматься в театральной студии «Вообрази» (Дворца детского творчества «У Вознесенского моста»)
После окончания средней школы поступила в Театральное училище имени Щукина на курс Валентины Николаенко. По рекомендации М. Ароновой взяла псевдоним «Александрова», фамилию театрального деятеля, чей портрет украшал фойе училища.[уточнить]
С 2006 года по 2011 год — актриса московского театра «Современник».
Принимала участие в реалити-шоу «Последний герой 3: Остаться в живых».
С 2016 года актриса является попечителем фонда «Шередарь», который занимается реабилитацией детей, перенёсших тяжёлые заболевания.
С 2018 года — член Попечительского совета негосударственного благотворительного фонда «Галчонок», оказывающего помощь детям с органическими поражениями центральной нервной системы.

## Личная жизнь
С 2005 года по 2007 год сожительствовала с киноактёром Александром Домогаровым. С 7 июня 2008 года по апрель 2010 года была замужем за актёром кино Иваном Стебуновым. Расстались из-за измены Ивана, о чём он признался в передаче Бориса Корчевникова. С 2011 года сожительствовала с режиссёром Андреем Болтенко. В 2012 году, после рождения сына, вышла за него замуж. Есть сын Андрей (род. 11 июля 2012) и дочь Екатерина (род. 26 сентября 2015).

## Роли в театре «Современник»
- «Три товарища» — Патриция Хольман
- «Крутой маршрут» — Каролла
- «Три сестры» — Наташа
- «Горе от ума» — Софья Фамусова
- «Мален» — принцесса Мален
- «Джентльменъ» — Кэт
- «Бесы» — Лиза Дроздова

## Антреприза
- «Идеальный муж» (Театральный марафон)[13]
- «Триумфальная арка» (VIP-театр)[14]
- «Папа» (Антреприза)

## Фильмография

### Актёрские работы
| Год       |    | Название                                      | Роль |
| --------- | -- | --------------------------------------------- | --- |
| 2000      | с  | Империя под ударом                            | Мария Столыпина |
| 2001      | ф  | Северное сияние                               | Аня |
| 2002      | с  | Воровка 2. Счастье напрокат                   | Юля |
| 2002      | с  | Азазель                                       | Елизавета фон Эверт-Колокольцева |
| 2002      | с  | Главные роли                                  | Евгения |
| 2003      | с  | Небо в горошек                                | Женя Филатова |
| 2003      | ф  | Древнее предание: Когда солнце было богом     | Дзива |
| 2003      | тф | Таяние снегов / La fonte des neiges           | Елена |
| 2003—2004 | с  | Бедная Настя                                  | принцесса Мария Гессен-Дармштадтская |
| 2004      | с  | Виола Тараканова. В мире преступных страстей  | Тома |
| 2005      | с  | Виола Тараканова 2                            | Тома |
| 2005      | с  | Звезда эпохи                                  | Валентина Седова, дочь Василия Васильевича и Клавдии Михайловны, вдова Анатолия Седова, третья жена Константина Семёнова, мать Толи и Маши, актриса |
| 2005      | ф  | И шёл поезд / Midioda matarebeli              | проводница Зина |
| 2005      | с  | Счастье ты моё                                | Полина Печёрская |
| 2006      | с  | Виола Тараканова 3                            | Тома |
| 2006      | с  | Последний бронепоезд                          | Тома, дочь комкора Мальцева |
| 2006      | с  | Утёсов. Песня длиною в жизнь                  | Елена Осиповна Ленская, жена Утёсова в молодости |
| 2008      | ф  | Крутой маршрут                                | Каролла |
| 2008      | ф  | Стритрейсеры                                  | Катя |
| 2009      | с  | Котовский                                     | Анна Сергеевна |
| 2009      | ф  | Красный лёд. Сага о хантах                    | Вера |
| 2009      | с  | Правда скрывает ложь                          | Дарья |
| 2010      | с  | Гаражи                                        | Татьяна |
| 2010      | ф  | Зайцев, жги! История шоумена                  | Алина |
| 2010      | ф  | Прячься!                                      | Ирина Пеньковская, спелеолог-любитель |
| 2010      | тф | Я тебя никому не отдам                        | Света |
| 2011      | ф  | «Кедр» пронзает небо                          | Бентли |
| 2011      | ф  | All inclusive, или Всё включено               | Анна |
| 2011      | ф  | Бабушка Ада                                   | Таис |
| 2011      | ф  | Облако над холмом (Япония)                    | Ариадна |
| 2011      | с  | Правила маскарада                             | Анна |
| 2011      | тф | Бесприданница                                 | Лариса (главная роль) |
| 2011      | ф  | Высоцкий. Спасибо, что живой                  | Людмила Абрамова, вторая жена Высоцкого |
| 2011      | тф | Срочно! Ищу мужа                              | Елена Станиславовна Стасова |
| 2012      | с  | МУР                                           | Полина Майская |
| 2012      | ф  | Снайпер 2. Тунгус                             | Любовь Азарина |
| 2012      | с  | Мосгаз                                        | Софья (Соня) Борисовна Тимофеева, младший лейтенант милиции, эксперт-криминалист (прототип — Софья Файнштейн)                                       |
| 2013      | ф  | Всё включено 2                                | Аня, невеста Андрея |
| 2014—2023 | с  | Екатерина                                     | Екатерина II |
| 2014      | ф  | Нереальная любовь                             | Мира Орлова |
| 2014      | с  | Палач                                         | Софья Тимофеева, эксперт-криминалист МУРа, лейтенант                                                                                                |
| 2015      | ф  | Душа шпиона                                   | Бригитта |
| 2015      | с  | Паук                                          | Софья Тимофеева, старший лейтенант милиции, эксперт-криминалист убойного отдела МУРа                                                                |
| 2015      | с  | Рождённая звездой                             | Клаудиа Коваль, певица |
| 2016      | ф  | Млечный путь                                  | Надежда Анатольевна Кайгородова (Кононова), жена Андрея Михайловича Кайгородова, мать Елизаветы и Дмитрия                                           |
| 2016      | с  | Шакал                                         | Софья Борисовна Тимофеева, капитан милиции, криминалист                                                                                             |
| 2018      | с  | Операция «Сатана»                             | Софья Борисовна Тимофеева, начальник отдела МУРа |
| 2018      | с  | Вернуть любой ценой                           | Ирочка |
| 2018      | с  | Домашний арест                                | Марина Сергеевна Былинкина |
| 2019      | с  | Формула мести                                 | Софья Борисовна Тимофеева, начальник отдела МУРа |
| 2019      | ф  | Одесский пароход                              | Зоя, стюардесса |
| 2020      | с  | Окаянные дни (новелла «Розыгрыш»)             | матушка, супруга отца Никодима |
| 2020      | с  | Катран                                        | капитан милиции Соня (Софья Борисовна) Тимофеева |
| 2020      | с  | Псих                                          | Саша, жена Артёма |
| 2021      | с  | Мосгаз. Западня                               | Софья Борисовна Тимофеева, капитан милиции, эксперт-криминалист МУРа                                                                                |
| 2022      | ф  | Хочу замуж                                    | Инга Раевская, жена Сергея |
| 2022      | ф  | Я иду искать                                  | Елена Паншина |
| 2022      | с  | Наследники                                    | Надежда |
| 2022      | с  | Художник                                      | Людмила Андреевна Чекер, налётчица («Люська-33», она же «Люся не женюся»)                                                                           |
| 2023      | с  | Открытый брак                                 | Оксана |
| 2023      | с  | Последователи                                 | Вера |
| 2023      | с  | Мосгаз. Последнее дело Черкасова              | Софья Борисовна Тимофеева, капитан милиции, старший оперуполномоченный убойного отдела МУРа                                                         |
| 2023      | с  | Екатерина. Фавориты                           | Екатерина II |
| 2023      | с  | Секс. До и после                              | Марина, феминистка (девятая серия) |
| 2024      | с  | Точка ноль                                    | Анна Маркова |
| 2024      | с  | Осторожно — любовь                            | Даша |
| 2024      | с  | Мосгаз. Метроном                              | Софья Борисовна Тимофеева, капитан милиции, старший оперуполномоченный убойного отдела МУРа                                                         |
| 2024      | с  | Макрон                                        | Вика, невеста Андрея |
| 2025      | с  | Мосгаз. Розыгрыш                              | Софья Борисовна Тимофеева, майор милиции, старший оперуполномоченный убойного отдела МУРа                                                           |
| 2025      | с  | Дыши                                          | Лера |
| 2025      | с  | Москва слезам не верит. Всё только начинается | Ксюша |

### Озвучивание и дубляж
| Год  |    | Название                     | Роль  |
| ---- | -- | ---------------------------- | ----- |
| 2004 | мф | Щелкунчик                    | Маша  |
| 2012 | мф | Тэд Джонс и Затерянный город | Мумия |
| 2021 | мф | Райя и последний дракон      | Райя  |

## Награды
- 2003 — приз в номинации «Лучший дебют» Международного фестиваля художественных телефильмов в Сан-Тропе (телефильм «Таяние снегов»).
- 2007 — молодёжная премия «Триумф».[17]
- 2009 — номинация на кинопремию «MTV Россия» за лучшую женскую роль (фильм «Стритрейсеры»).[18]
- 2016 — номинация на кинопремию «Золотой орёл» за лучшую женскую роль на телевидении (телесериал «Екатерина»).[18]
- 2016 — Российская национальная актёрская премия имени Андрея Миронова «Фигаро».[19][уточнить]